# Erik Skram
Asbjørn Oluf Erik Skram, född den 10 mars 1847 i Köpenhamn,  död där den 21 november 1923, var en dansk författare, gift med Amalie Skram, far till Johanne Skram Knudsen.
Skram gick 1864 från skolan som frivillig ut i kriget samt sårades och togs till fånga i striden på Als, blev student 1866, fick titeln löjtnant 1868 samt var stenograf i riksdagen från 1872, kanslist i folketinget 1894-1918 och sekreterare i försvarskommittén 1902–08. 
En längre tid var han redaktionssekreterare i "Morgenbladet" och senare litterär och dramaturgisk medarbetare i tidningar och tidskrifter samt medräknades av Georg Brandes bland "det moderne gjennembruds mænd". Skram var 1893–96 ordförande i Studentersamfundet och blev 1912 ordförande i Forfatterforeningen. 
Han skrev flera berättelser, Herregaardsbilleder (1877), Gertrude Colbjørnsen (1879; 2:a upplagan 1898), Agnes Vittrup (1897) och Hellen Vige (1898), intressanta, med fin språkkonst utförda skildringar av unga flickor, skådespelet Ungt bal (1895) och samlingen Hinsides grænsen. Erindringer fra Sønderjylland (1888).